# Cui Java
Cui Java, tên khoa học Heritiera javanica, là một loài thực vật có hoa trong họ Cẩm quỳ. Loài này được (Blume) Kosterm. mô tả khoa học đầu tiên năm 1959.